# 997 Priska
997 Priska este o planetă minoră (asteroid), cu un diametru de 20,391 km, din centura de asteroizi. A fost descoperită pe 12 iulie 1923 la Observatorul Königstuhl de Karl Wilhelm Reinmuth. 
Obiectul prezintă o orbită caracterizată de o semiaxă mare de 2,6695602795338 UAi, o excentricitate de 0,18175516440659, o înclinație de 10,485 ° în raport cu ecliptica.